# 马克县
马克县（德語：Märkischer Kreis；得名于马克）是德国北莱茵-威斯特法伦州中部的一个县，隶属于阿恩斯贝格行政区，首府吕登沙伊德。